# Draga Stamejčič
Draga Stamejčič-Pokovec, slovenska atletinja, * 27. februar 1937, Ljubljana, † 16. avgust 2015.
Kot članica atletskega kluba Kladivar je na mitingu v Celju 5. septembra 1964 s časom 10,5 s izenačila svetovni rekord v teku na 80 m z ovirami. Med slovenskimi atleti je edina z uradno priznanim svetovnim rekordom. Bila je 18-kratna prvakinja Socialistične federativne republike Jugoslavije in 11-kratna balkanska prvakinja. Kot članica jugoslovanske državne reprezentance je bila na evropskem prvenstvu 1962 šesta v peteroboju in četrta z ekipo v štafeti 4x100 m.
Za Jugoslavijo je nastopila na poletnih olimpijskih igrah 1960 v Rimu ter na poletnih olimpijskih igrah 1964 v Tokiu. V Rimu je nastopila v teku na 80 metrov čez ovire in se s tretjim mestom v svoji kvalifikacijski skupini ni uvrstila v nadaljnje tekmovanje, v Tokiu pa v isti disciplini osvojila 7. mesto, v peteroboju pa je bila peta. Kariero je morala predčasno končati zaradi poškodbe kolena. V svoji karieri je več kot stokrat izenačila ali izboljšala jugoslovanske ali slovenske rekorde v peteroboju, skoku v daljino ter teku na 80 m z ovirami, 100 in 200 m, kar jo uvršča med najbolj vsestranske slovenske atlete vseh časov.
Leta 1985 je prejela je Bloudkovo nagrado. Leta 2012 je bila sprejeta v Hram slovenskih športnih junakov.